# Бюджет
Бюдже́т (от старонормандского bougette в знач. кошелёк, сумка, мешок с деньгами) — финансовый план определённого субъекта (семьи, бизнеса, организации, государства и т. д.), устанавливаемый на определённый период времени, обычно на один год. Подходы к изучению и использованию бюджетов различаются в зависимости от сектора экономики: корпоративного сектора, государственного сектора или сектора домохозяйств — в каждом из них бюджет имеет свои отличающиеся от других характеристики.

## Этимология
Слово бюджет происходит от галло bouge а затем бывшего фр. bougette, что обозначало небольшой кошелёк, прикреплённый к поясу и содержащий разменные монеты, которые нужны были для повседневных расходов.
Слово вошло в употребление в Англии в Средние века, где оно понималось как мешок канцлера Казначейства, в который он представляет в Парламенте счетов и других подтверждающих документов, и позднее он постепенно приобретает смысл текущего «бюджета». Слово исчезло из употребления во французском языке на многие века и вернулось в французский уже в XVII веке из английского языка уже в современном понимании этого слова.

## Определение
По мнению американского профессора Энтони Аткинсона бюджет — это количественное выражение денежных притоков (доходов) и оттоков (расходов), которые предсказывают последствия текущих операционных решений и возможность финансового плана удовлетворять целям организации.

## Виды бюджетов

### Государственный бюджет
Государственный бюджет — финансовый документ страны. Он представляет собой свод бюджетных смет всех ведомств, государственных служб, правительственных программ и так далее. В нём определяются потребности, подлежащие удовлетворению за счёт государственной казны, равно как указываются источники и размеры ожидаемых поступлений в государственную казну.
Если запланированные доходы государственного бюджета превышают расходы бюджета, то это называется бюджетный профицит (или профицит бюджета).
Если запланированные расходы бюджета превышают доходы, то это называется бюджетный дефицит (или дефицит бюджета). Когда при исполнении бюджета уровень дефицита бюджета превышает установленный при утверждении бюджета показатель, или происходит значительное снижение ожидавшихся доходов бюджета, то представительный орган власти (на основе предложений органа исполнительной власти) принимает решение о введении установленного законом механизма уменьшения расходов. Такое «урезание» запланированных бюджетом расходов называется секве́стр.

### Бюджет в организации
Бюджет — документ, описывающий деятельность Центра финансовой ответственности (далее ЦФО) или отдельной функциональной области (например продажи, закупки, производство и т. д.) за определённый период, выраженный количественно в стоимостных и/или натуральных показателях. Основные типы бюджета:
- Функциональный бюджет — это бюджет, составляемый ЦФО по определённому функциональному направлению за которое оно отвечает (например: бюджет продаж, бюджет закупок, бюджет запасов, бюджет электроэнергии, бюджет оплаты труда и т. д.). Функциональный бюджет включает в себя лимитирующий фактор. «Лимитирующий фактор» — фактор, ограничивающий возможности ЦФО в планировании. Для производственных ЦФО, лимитирующим фактором будет объём продаж. Для ЦФО отвечающих за закупки таким фактором необходимо установить объём производства продукции. Функциональные бюджеты формируются в определённой последовательности, в той же последовательности как осуществляется планирование в компании. Основной особенностью функциональных бюджетов, является то, что они могут выражаться как в натуральном, так и в стоимостном выражении. Функциональные бюджеты закладывают базу для всего экономико-финансового моделирования, так как оперируют с планами конкретных подразделений и ЦФО на уровне натуральных показателей[5].
- Бюджет центра финансовой ответственности. — составляется на основании функциональных бюджетов, как конструктор составляется из разных деталей, но в конце обретает законченную форму, также и данный вид бюджета. Он характеризует план работы ЦФО в рамках периода планирования в стоимостном выражении в трёх видах деятельности: операционной, финансовой и инвестиционной[5].
- Управленческий бюджет — это бюджет верхнего уровня, его ещё называют Мастер бюджет или Генеральный бюджет (англ. Master Budget). Специалисты подразумевают под этим понятием, совокупность трёх бюджетов[6]:
  - бюджет доходов и расходов (БДР);
  - бюджет движения денежных средств (БДДС);
  - бюджет по балансовому листу (ББЛ).

По характеру составления бюджета, выделяют два подхода:
- «снизу-вверх», предусматривает сбор бюджетной информации от исполнителей к руководителям нижнего уровня и далее — к руководству организации.
- «сверху вниз», требует от руководства компании чёткого понимания основных особенностей организации и способность формировать реалистичный прогноз на рассматриваемый период.

Также существуют иные классификация бюджетов, например:
1. Долгосрочные и краткосрочные бюджеты;
2. Постатейные бюджеты;
3. Бюджеты с временным периодом;
4. Гибкие и статичные бюджеты;
5. Приростные бюджеты и бюджеты с нулевым уровнем;
6. Генеральные и частные бюджеты.

### Личный или семейный бюджет
Личный бюджет или домашний бюджет — это финансовый план, который распределяет будущий личный доход на расходы, сбережения и погашение задолженности. Прошлые расходы и личные долги учитываются при создании личного бюджета. Есть несколько методов и инструментов, доступных для создания, использования и корректировки личного бюджета. Например, рабочие места являются источником дохода, а счета и арендная плата являются расходами. Третьей категорией (кроме доходов и расходов) могут быть активы (такие как имущество, инвестиции или другие сбережения или стоимость), представляющие потенциальный резерв средств на случай дефицита бюджета.

## Управление событиями
Бюджет — это фундаментальный инструмент для директора событий, который позволяет с достаточной точностью предсказать, приведет ли событие к прибыли, убытку или безубыточности. Бюджет также может быть использован в качестве инструмента ценообразования.
Есть два основных подхода или философии, когда дело доходит до бюджетирования. Один подход говорит о математических моделях, а другой — о людях.
Первая школа считает, что финансовые модели, если они правильно построены, могут быть использованы для предсказания будущего. Основное внимание уделяется переменным, конечным продуктам, драйверам и тому подобное. Вложения времени и денег посвящены совершенствованию этих моделей, которые обычно проводятся в приложениях для работы с финансовыми таблицами.
Другая школа считает, что дело не в моделях, а в людях. Независимо от того, насколько сложные модели могут быть получены, лучшая информация поступает от людей в бизнесе. Поэтому основное внимание уделяется более полному вовлечению менеджеров в бизнесе в бюджетный процесс и повышению ответственности за результаты. Компании, которые придерживаются этого подхода, имеют своих менеджеров, которые разрабатывают свои собственные бюджеты. В то время как многие компании говорят, что они делают и то и другое, в действительности время и деньги вкладываются предпочтительно в один или другой подход.

## Бюджетное право
Совокупность правовых норм, регулирующих отношения, связанные с формированием, распределением и использованием государственных и муниципальных бюджетов составляет бюджетное пра́во. Основное положение парламентского бюджетного права выражается в том, что ни один новый налог, никакая перемена в старых налогах ни взятие государственного займа, ни финансирование государственной программы не могут быть произведены без согласия парламента. Осуществление бюджетного права даёт народному представительству могущественное средство участия в государственном управлении и надзоре за целесообразностью деятельности правительства.

### В России
Основы функционирования бюджетной системы определяет Бюджетной кодекс Российской Федерации. Деятельность государства по формированию, рассмотрению, утверждению, исполнению бюджета, а также составлению и утверждению отчёта о его исполнении (формулировка касается бюджетов всех уровней, входящих в бюджетную систему России) называется бюджетный процесс.
В бюджетную систему Российской Федерации — России входят бюджеты следующих видов:
- Федеральный бюджет России;
- бюджеты субъектов Российской Федерации (региональные бюджеты);
- бюджеты муниципальных образований (местные бюджеты).

Согласно статье 215.1 Бюджетного кодекса Российской Федерации кассовое обслуживание исполнения бюджетов бюджетной системы Российской Федерации осуществляется Федеральным казначейством.
Законопроект, содержащий предварительную смету доходов и расходов государства, составляется Министерством финансов России. Процесс разработки бюджета называется бюджетное плани́рование. Затем законопроект поступает в Правительство России, где он уточняется и дорабатывается. Правительство представляет проект государственного бюджета в Государственную Думу, где он рассматривается в трех чтениях, от чтения к чтению всё более детально. На стадии первого чтения в случаях отклонения Государственной Думой проекта федерального бюджета, может быть создана согласительная комиссия, состоящая из представителей Государственной Думы, Совета Федерации и Правительства России. После рассмотрения в Думе, государственный бюджет поступает на рассмотрение в Совет Федерации. В заключение процедуры Закон о государственном бюджете должен быть подписан Президентом России.
Если бюджет не утверждается парламентом страны вовремя, или если президент наложил на бюджет вето, и в результате бюджет не вступил вовремя в законную силу — то такая ситуация называется бюджетный кри́зис.
Государственный бюджет составляется на очередной финансовый год и двухлетний плановый период. Финансовый год в некоторых странах может начинаться и не с 1 января. В России финансовый год начинается 1 января.

### В Белоруссии
Основы функционирования бюджетной системы определяет Закон О бюджетной системе Республики Беларусь и государственных внебюджетных фондах от 4 июня 1993 г. N 2347-XII.
Центральным звеном бюджетной системы Республики Беларусь является республиканский бюджет. Он концентрирует более половины бюджетных ресурсов государства, что определяет его место и роль в финансировании мероприятий и программ, имеющих общереспубликанское значение.
Через республиканский бюджет перераспределяются финансовые ресурсы между областями и г. Минском для выравнивания уровня их экономического и социального развития.
За счёт средств республиканского бюджета могут выделяться местным бюджетам дотации, субсидии и субвенции при недостаточности собственных ресурсов для финансирования отдельных расходов мероприятий.

## Бюджетирование, ориентированное на результат (БОР)
Бюджетирование, ориентированное на результат (БОР) — методология подготовки и исполнения бюджета, при которой планирование расходов осуществляется в непосредственной связи с достигаемыми результатами.

## Структура бюджета
Структура бюджета необходима для формирования иерархии бюджетообразующих статей, а именно:
1. распределения ответственности между структурными подразделениями — бюджетообразующие статьи уточняются, и в дальнейшем структурные подразделения могут работать как с общим правилом, так с собственной уточняющей статьёй;
2. формирования совокупных доходов и расходов — формируют удобную для рассмотрения различных расчетов величин иерархию статей;
3. формирования бюджета денежных средств — в структуре бюджета имеются статьи имеющие отношение к движению денежной массы.

## Из истории
В XIII—XVI веках значительная доля доходной части бюджета русских князей формировалась из доходов от торговли, дани и взимания различных торговых пошлин.
Постепенно система постоянных налогов с населения подконтрольных князьям территорий становится определяющей в доходной части бюджета. В конце XVI века по сообщению Флетчера в бюджет Великого княжества Московского платили тяглом и податью: «Псков 18’000, Новгород — 5’000, Торжок и Тверь — 8’000 рублей… Москва — 40’000 рублей. Весь годовой итог простирается до 400’000 рублей» С учётом торговых пошлин (к примеру, Москва платила 12’000, Кострома — 1’800, Нижний Новгород — 7’000 рублей…), штрафов и пеней с каждого судебного решения, поступлений из «Разбойного приказа», денег от реализации за границей мехов (монополия царя) и за вычетом всех расходов, кроме расходов на содержание дворца и жалованья войску.